# Eurytion dudichii
Eurytion dudichii är en mångfotingart som först beskrevs av Karl Wilhelm Verhoeff 1940.  Eurytion dudichii ingår i släktet Eurytion och familjen storjordkrypare. Inga underarter finns listade i Catalogue of Life.